# 波介村
波介村（はげむら）は、高知県高岡郡にあった村。現在の土佐市中心部の南西一帯にあたる。

## 由来
波介とは「山の端の湧水地」や「土砂の堆積地」の意で、縄文期から弥生期の遺跡や古墳時代の古墳が発掘され、古代から開けた豊かな土地であった。安土桃山時代には波介郷、江戸時代に波介村が存在した。

## 地理
- 山岳：横瀬山
- 河川：波介川

## 歴史
- 1889年（明治22年）4月1日 - 町村制の施行により、波介村・出間村・岩戸村の区域をもって発足。
- 1954年（昭和29年）3月31日 - 高岡町・高石村・蓮池村・北原村・戸波村と合併し、改めて高岡町が発足。同日波介村廃止。